# Komandougou
Ne doit pas être confondu avec Komangou.
Komandougou est une commune rurale située dans le département de Fada N'Gourma de la province du Gourma dans la région de l'Est au Burkina Faso.

## Géographie
La commune de Komandougou est traversée par la route nationale 18. Elle est située à 9 km au Nord de Fada N'Gourma, chef-lieu du département, de la province et capitale de la région et de la route nationale 4.

## Santé et éducation
Les centres de soins les plus proches de Komandougou sont le centre hospitalier et les centres de santé et de promotion sociale (CSPS) de Fada N'Gourma.